# Maladie de Keshan
La maladie de Keshan est une cardiomyopathie rare, probablement secondaire à une carence en sélénium associée à une infection virale à coxsackie.

## Epidémiologie
La maladie est présente le plus souvent dans des zones rurales reculées et montagneuses. Elle est exclusivement retrouvée en Chine, en Corée et au Japon,.

## Histoire
Son nom provient de la région de Keshan, en Chine, où ont été décrits les premiers cas durant l'hiver 1935. Elle sera ensuite particulièrement prévalente entre 1950 et 1970 avec 3 épidémies majeures : en 1959, 1964 et 1970. En 1960, elle atteint son pic à Chuxiong, dans la province de Yunnan, avec une incidence de 10/100,000 habitants pour une mortalité de 98%,.

## Physiopathologie
De multiples hypothèses quant à l'étiologie de cette maladie ont été évoqué. La principale hypothèse est la carence en sélénium, qui était déjà connue pour jouer un rôle dans la survenue des myocardites induites par les infections à coxsackie B3. Ce dernier est également suspecté d'avoir un rôle dans le développement de la maladie de Keshan, puisque le virus a été retrouvé dans plusieurs cœurs atteints,.
Par ailleurs, la supplémentation en sélénium chez les enfants du Keshan a pu éliminer la maladie.

## Clinique
La maladie peut se manifester par : un choc cardiogénique, une insuffisance cardiaque congestive, une arythmie, ou une cardiomégalie. Elle survient de manière aiguë, subaiguë, chronique ou latente.